# Dydsdragonen (film fra 1927)
 For alternative betydninger, se Dydsdragonen. (Se også artikler, som begynder med Dydsdragonen)
Dydsdragonen er en dansk stumfilm fra 1927 med instruktion og manuskript af Valdemar Andersen.

## Handling
Denne artikel mangler et handlingsreferat. Hjælp os med at skrive det.

## Medvirkende
- Rasmus Christiansen - Jonas Lenner, forfatter
- Mary Kid - Kitty, Jonas' kone
- Mary Parker - Bit, Kittys søster
- Peter Malberg - Sam Vælling, skuespiller
- Harry Komdrup - Søren Alm
- Gorm Schmidt - Laurent, Pariserkorrespondent
- Sonja Mjøen - Zaza, danserinde
- Olga Jensen - Alexia, pige hos Lenners